# Wanda Majerówna
Wanda Majerówna, właściwie Wanda Majer-Pietraszak (ur. 4 września 1932 w Łodzi) – polska aktorka teatralna i filmowa.

## Życiorys
W 1956 ukończyła studia w PWST w Warszawie. Data jej debiutu teatralnego to 10 października 1956. Była aktorką teatrów warszawskich: Młodej Warszawy (1956–1957), Klasycznego (1957–1972), Rozmaitości (1972–1983) oraz (Ateneum (1983–1992). W 1963 otrzymała wyróżnienie za rolę Saszy w „Iwanowie” na Ogólnopolskim Festiwalu Sztuk Rosyjskich i Radzieckich w Katowicach. W 1988 otrzymała odznakę „Zasłużony Działacz Kultury”.
Była żoną aktora Leonarda Pietraszaka.

## Filmografia
- 1998: Siedlisko jako Ciotka Malwina, (Wanda Majerówna jest również autorką scenariusza serialu)
- 1978: Rodzina Leśniewskich jako ciocia Tosia
- 1979: Porwanie Savoi (Pochiszczenije Savoi) jako Sokołowa, matka Tani (głos)
- 1978: Wśród nocnej ciszy jako siostra szpitalna
- 1978: Życie na gorąco jako Helga Gruber (gościnnie)
- 1976: Inna jako ciotka Uli
- 1974: Gąszcz jako Maria Tomczakowa
- 1971: Nie lubię poniedziałku jako Pani z papierem toaletowym
- 1965: Miejsce dla jednego jako Arcimowiczowa
- 1962: Mój stary
- 1961: Czas przeszły jako Anna
- 1958: Wolne miasto
- 1957: Spotkania jako Irmina, studentka z ASP (niewymieniona w czołówce)
- 1956: Trzy kobiety

## Polski dubbing
- 1967: Skradziony balon jako sekretarka
- 1964: Dwaj muszkieterowie jako hrabianka Weronika
- 1956: Okup jako Edith Stannard